# Cutey Tries Reporting
Cutey Tries Reporting  è un cortometraggio muto del 1913 diretto da Bert Angeles.

## Trama
Cutey, che lavora in un giornale e, nello stesso tempo, corteggia Ethel Clark, la figlia del suo capo, viene minacciato da questi di licenziamento se non porterà qualche notizia da pubblicare. Il giovanotto decide di fabbricarsele da solo, le notizie, che altrimenti non vogliono arrivare. Una notte, rapina la banca del paese e poi, quando viene offerto un premio per la refurtiva, annuncia che sarà lui a vincerlo. Quando ritorna dalla sua "caccia" nelle campagne, è tutto sporco e lacero. Racconta di aver ingaggiato una tremenda lotta con il ladro dentro una grotta e, che, alla fine, è riuscito a recuperare il denaro. Ottiene in questo modo la ricompensa ma Tommy, il fratello minore di Ethel, ha assistito a tutta la messa in scena e minaccia di raccontare tutto se Cutey non gli darà venticinque centesimi per farlo star zitto. 
Non solo: Clark accoglie la notizia dicendo che si è trattato solo di un colpo di fortuna e che Cutey dovrà far di meglio se vuole conservare il suo posto di lavoro.
La seconda alzata d'ingegno di Cutey consiste nel buttare una finta bomba in un negozio: dopo averla recuperata, la porta via e la fa "scoppiare" lontano dalla gente, venendo poi acclamato come un eroe. Il solito Tommy non si è perso una mossa del moroso della sorella: ora, per stare zitto, di centesimi ne vuole cinquanta. Cutey, sicuro ormai di essere entrato nelle grazie di Clark, risponde picche al ragazzino che, ovviamente, informa papà. Dapprima Clark è furibondo ma poi gli passa, perché si rende conto che Cutery ha dimostrato dell'inventiva e gli offre una nuova possibilità.

## Produzione
Il film fu prodotto dalla Vitagraph Company of America.

## Distribuzione
Distribuito dalla General Film Company, il film - un cortometraggio in una bobina - uscì nelle sale cinematografiche statunitensi il 10 giugno 1913.